# Anomala ochii
Anomala ochii är en skalbaggsart som beskrevs av Miyake 1987. Anomala ochii ingår i släktet Anomala och familjen Rutelidae. Inga underarter finns listade i Catalogue of Life.